# Orogen
Dieser Artikel wurde wegen inhaltlicher Mängel auf der Qualitätssicherungsseite des Portals Geowissenschaften eingetragen. Dies geschieht, um die Qualität der Artikel im Themengebiet Geowissenschaften zu steigern. Bitte hilf mit, die Mängel zu beseitigen, oder beteilige dich an der Diskussion. (+)

Begründung: Schon seit Februar 2008 mit Überarbeiten-Bapperl. Aufbau eines Orogens, Gliederungsmöglichkeiten, Typen fehlen noch. Abgrenzung gegen Orogenese muss stärker ausgearbeitet werden. --Jo, 5. Dez. 2008

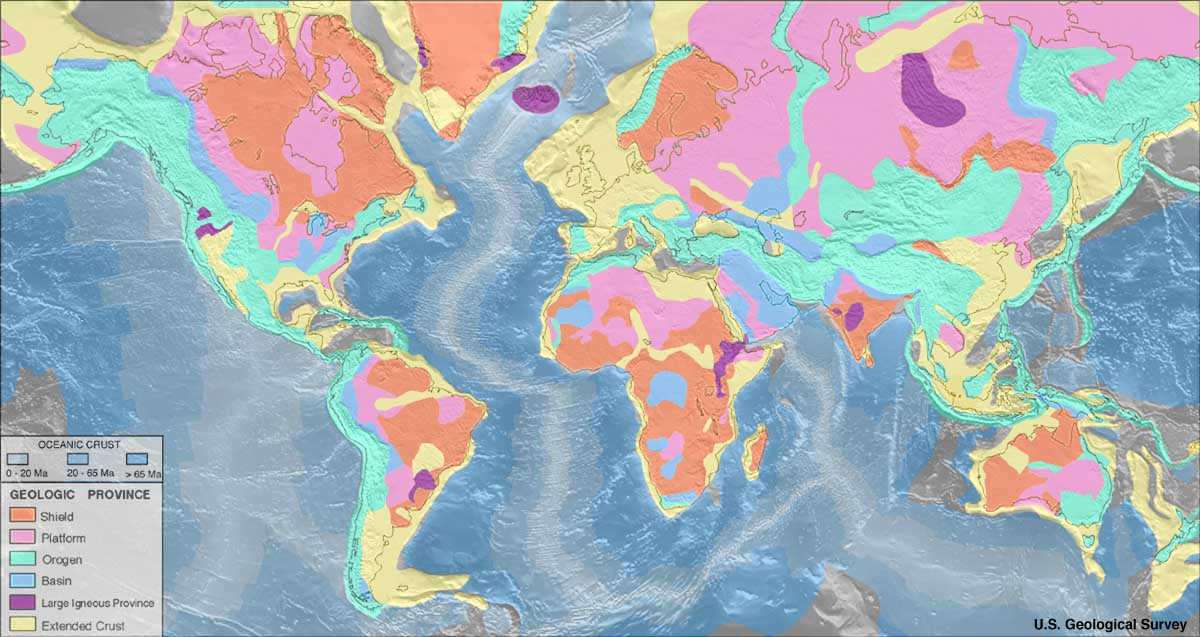
Die geologischen Großregionen der Erdkruste. Die Orogene des Phanerozoikums sind lindgrün dargestellt.

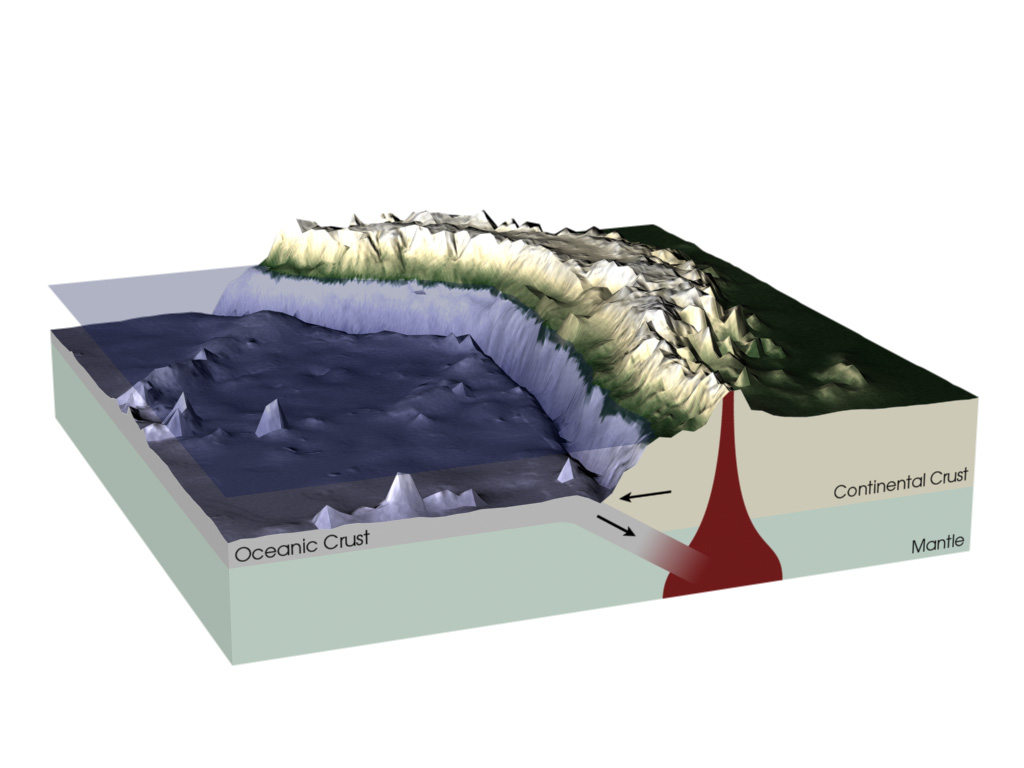
Die Zentral-Anden, ein Beispiel für periphere Orogenese

Ein Orogen (zusammengesetzt aus den altgriechischen Wörtern ὄρος óros, deutsch ‚Berg‘ und γεννάω gennáo, deutsch ‚erzeugen‘) oder auch Tectogen ist eine räumlich geschlossene, abgrenzbare Gebirgseinheit, die durch Faltung und Deckenbildung gekennzeichnet ist.
Der Begriff wurde 1921 von Leopold Kober eingeführt für Gebirge, welche Kratone (alte Kontinentalmassen; auch „Cratogene“ oder „Cratone“) umgeben. Ein Orogen bezeichnete früher eine aufgefaltete Geosynklinale.
Heute wird der Begriff in der Geologie allgemeiner benutzt und beschreibt Gebirge, die durch die Kollision von Lithosphärenplatten (Kontinentalplatten) entstanden sind. Ein Orogen stellt also die Knautschzone zweier kollidierender Platten dar. Der Vorgang der Bildung eines Orogens wird Orogenese genannt.
Unterschieden werden
- innere Orogenese (Auffaltung von Gebirgen durch Kollision zweier Lithosphärenplatten; Beispiele: Alpen, Himalaya, Ural)
- periphere Orogenese (Abtauchen einer Lithosphärenplatte unter eine andere, die dadurch angehoben wird; Beispiel: Rocky Mountains, Anden).

Der Begriff Orogen bezieht sich immer auf einen bestimmten Zeitrahmen. Für Europa wichtige orogene Phasen sind die kaledonische, variszische (herzynische) und die alpidische Orogenese.